# Nosodendron nomurai
Nosodendron nomurai är en skalbaggsart som beskrevs av Jiri Háva 2000. Nosodendron nomurai ingår i släktet Nosodendron och familjen almsavbaggar. Inga underarter finns listade i Catalogue of Life.